# Каракиши
Чёрный князь,Чёрный человек (авар. Хъарагиши или кум. Кара-куш, Каракиш) (ум. ок. 1618 года) — князь из рода Турловых, потомок аварских ханов, владетель Гумбета.

Черный князь — владелец одного из аварских обществ в Северном Дагестане, видимо Гумбета. В русских источниках XVII в. известны князья Турловы — ветвь аварских ханов. Из тех же источников известно и другое название князей Турловых — Каракиш, Кара- куш. Каракиш — в кумыкском языке буквально означает «черный человек», что, видимо, указывает на более низкий социальный статус Турловых по сравнению с аварскими ханами. Действительно, по материнской линии Турловы были узденями.— Русско-чеченские отношения: втория половина XVI-XVII в. : сборник документов. Екатерина Николаевна Кушева

## Биография
Каракиши был вторым сыном Турарава, который был сыном правителя Аварского нуцальства Андуника II. Старший брат Каракиши Мухаммед-Шамхал до 1589 года был аварским нуцалом.
Согласно родовому преданию Турловых (запись XVIII в.) Каракиши — первый, кто покинул неприступное Хунзахское плато и перебрался на жительство в Мехельту. Российскими источниками XVI века Каракиши упоминается в первый раз около 1589 года как правитель особой северо-восточной кавказской территории, которая локализовалась ими к юго-западу от Хунзаха по дороге, ведущей в Грузию. Что же касается Мехельты, которая расположена к северо-западу от столицы Аваристана, то там Каракиши обосновался, причём на княжеских правах, не позднее 1604 года.
Российский архивный материал дает тут определенные основания думать, что основатель названной восточнокавказской династии, то есть Турловых - князь Каракиши, первоначально (в конце XVI в.) сидел в качестве правителя в других местах. Имело место это где-то между Хунзахом и, наверное, Гидатлем; но есть и несколько отличное мнение - это было якобы на берегах Кара-Койсу.
В феврале 1615 года в «Отписке терского воеводы Петрушки Головина в Посольский приказ о походе терских ратных людей и терских окочан по просьбе кумыкских князей и мурз против эндерейского владельца Салтан-Магмута и соединившихся с ним людей окоцких и мичкизских кабаков» впервые упоминается сын Каракиши – «Турлов князь». Документ рассказывает о том, что стрелецкий голова Лукьян (Лука) Вышеславцов с терскими ратными людьми ходил в поход на горцев. 4 февраля 1615 года он вернулся в Терский городок и доложил Головину, что у них был бой с Салтан-Магмутом и его союзниками мичкизами, «окотцкими людьми» и Турловым. У горцев в том бою «побили до смерти 140 человек». Там же сказано: «И на том де, государь, бою твои государевы ратные люди убили горсково Турлова князя сына…».
Последний раз в истории Кавказа Каракиши фиксируется достоверными текстами, причём как ещё живой общественно-политический деятель, под 1618 год.
Князь Каракиши благодаря русским дипломатам XVI—XVII в.в.оказался в поле зрения Вены, Варшавы и Лондона. У Каракиши был младший брат, которого звали Амирали (Амирг1али, по-русски «Миралей»), упоминаемого под 1618 год. Сыном последнего являлся, по-видимому, нобиль-аристократ Турурав «Уварский», зафиксированный в русских источниках под 1646 год.
Ших Окоцкий привёл в русское подданство правителя Аварского хансва с «Черным» князем.

И к Шиху с тем сотником приказали, чтоб Ших с ним сотником послал к Оварскому да к Чорному князю для государева дела племянника своего; а самому Шиху и с Алгашмурзою, с Шевкаловым сыном, велели быти у себя и заклад с собою вместе привести— 1589 г. августа 21 — октябрь. — Из статейного списка русских послов в Кахетию князя С. Г. Звенигородского и дьяка Т. Антонова об их переговорах в Терском городе и на Суншинском городище 1 с окоцким мурзой Шихом, об их пути от городища в Кахетию через Дарьяльское ущелье, о переговорах с мурзой Ларсова кабака Салтаном и др.
У князя Каракиши было три сына: Турурав, Китлилав (с авар. К1илъилав), обозначаемый в российских источниках как «Келея»/«Гелея», и Газимирза (с авар. Гъазимирза, у Русских — «Казый-мурза»). Из числа их Китлилав упоминается под 1589 год, а Газимирза — под 1609 год.